# Альфонсо, Аксель
Аксе́ль Хоната́н Альфо́нсо Вильярреа́л (исп. Axel Jonatan Alfonzo Villarreal; род. 7 мая 2004) — парагвайский футболист, защитник клуба «Олимпия».

## Клубная карьера
Альфонсо — воспитанник столичных клуба Олимпия. 16 мая 2022 года в матче против «Такуари» он дебютировал в парагвайской Примере.

## Международная карьера
В 2023 году в составе молодёжной сборной Парагвая Альфонсо принял участие в молодёжном чемпионате Южной Америки в Колумбии. На турнире он сыграл в матчах против сборных Аргентины, Перу, Венесуэлы, Бразилии и дважды Колумбии.